# Mabel's Blunder
Mabel's Blunder is een stomme film uit 1914 onder regie van Mabel Normand. De film werd in 2009 toegevoegd aan de National Film Registry.

## Verhaal
Nadat Harry zich verloofd heeft met Mabel, ziet Mabel hem vertrekken met een andere vrouw. Mabel besluit zich te verkleden als haar broer en het tweetal te volgen.

## Rolverdeling
| Acteur          | Personage              |
| --------------- | ---------------------- |
| Mabel Normand   | Mabel                  |
| Charles Bennett | De baas, Harry's vader |
| Charley Chase   | Billy Bronx            |
| Harry McCoy     | Harry                  |
| Eva Nelson      | Harry's zus            |
| Al St. John     | Mabels broer           |